# Laloubère
Laloubère é uma comuna francesa na região administrativa de Occitânia, no departamento dos Altos Pirenéus. Estende-se por uma área de 4,05 km². Em 2010 a comuna tinha 1 945 habitantes (densidade: 480,2 hab./km²).